# ریوسوکه کوجیما

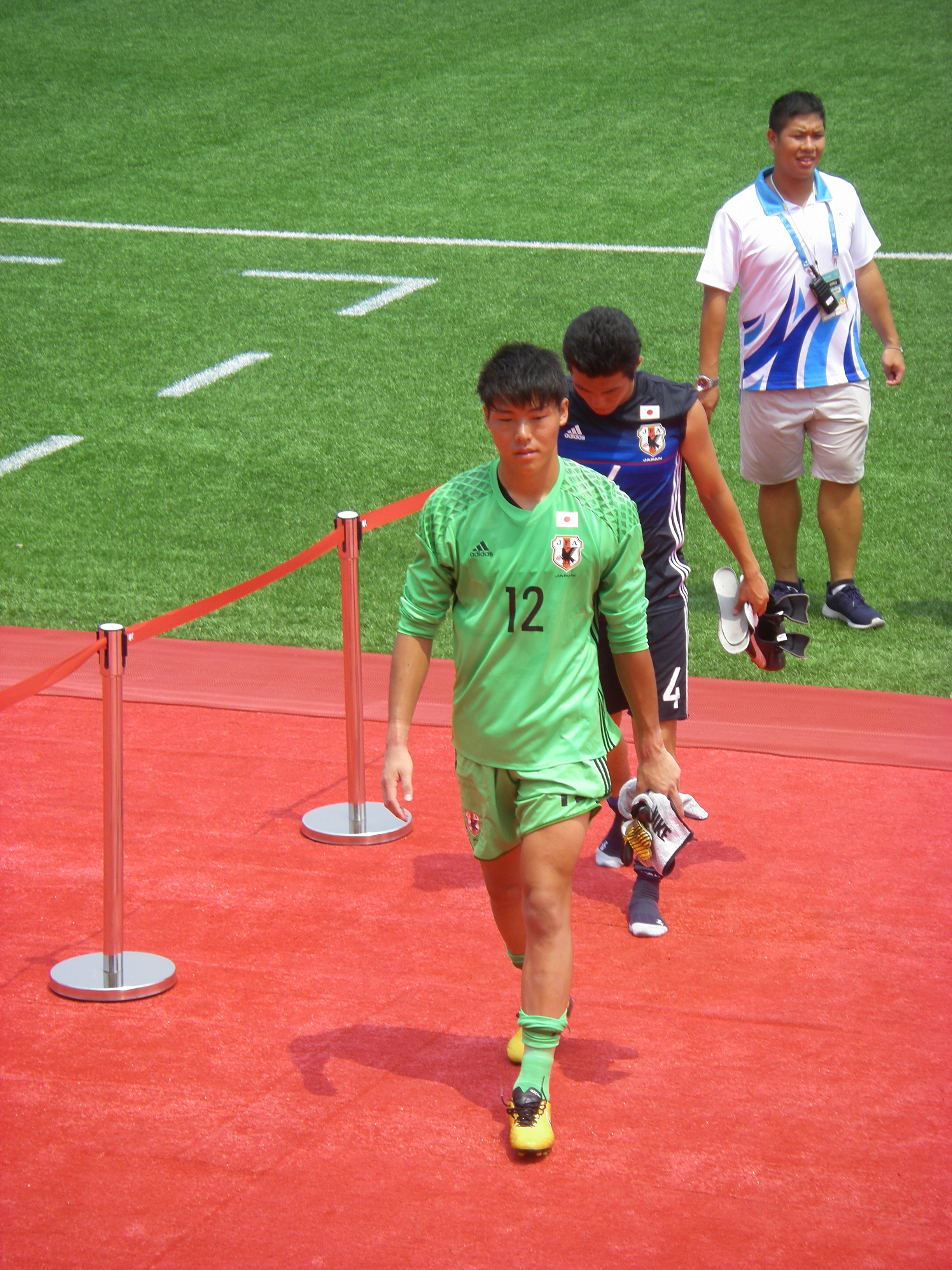
ریوسوکه کوجیما - ۲۰۱۷

ریوسوکه کوجیما (انگلیسی: Ryosuke Kojima؛ زادهٔ ۳۰ ژانویهٔ ۱۹۹۷) بازیکن فوتبال اهل ژاپن است.